# Béla Kelemen
Pour les articles homonymes, voir Kelemen.
Dans le nom hongrois Kelemen Béla, le nom de famille précède le prénom, mais cet article utilise l’ordre habituel en français Béla Kelemen, où le prénom précède le nom.
Béla Kelemen (né en 1887 en Autriche-Hongrie et mort en 1956) est un joueur de football hongrois, qui évoluait au poste d'attaquant.
Il est surtout connu pour avoir terminé meilleur buteur du championnat de Hongrie durant la saison 1907 avec 21 buts.

## Biographie

### Sélection
En sélection avec l'équipe de Hongrie, il n'a joué qu'un seul match le 7 mai 1911 contre l'Autriche (défaite 3-1).